# ستيفان باريسون
ستيفان باريسون (بالإنجليزية: Stephen Pearson)‏ (2 أكتوبر 1982 في المملكة المتحدة - ) هو لاعب كرة قدم بريطاني في مركز الوسط. شارك مع منتخب اسكتلندا تحت 21 سنة لكرة القدم ومنتخب اسكتلندا لكرة القدم. أما مع النوادي، فقد لعب مع ديربي كاونتي وستوك سيتي ونادي بريستول سيتي ونادي سلتيك ونادي ماذرويل وأتلتيكو كلكتا ونادي كيرلا بلاستيرز ومنتخب اسكتلندا الثانوي لكرة القدم ‏.

## مسيرته الكروية
لعب ستيفان باريسون خلال مسيرته الاحترافية مع 7 أندية في ثلاثة وعشرون موسمًا وسجل خلالها 40 هدف ضمن 398 مباراة. حيث فاز في ثلاثة مواسم بالكأس وفي أربعة مواسم بالدوري.
خاض ستيفان باريسون مسيرته مع نادي ماذرويل في موسم 2000–01 في المرة الأولى واستمر معه طيلة ثلاثة مواسم ثم في موسم 2014–15 واستمر معه طيلة ثلاثة مواسم ثم في موسم 2016–17 لمدة موسم واحد، مشاركًا طوالها في 130 مباراة سجل خلالها 21 هدفًا. ثم انتقل إلى نادي سلتيك في موسم 2003–04 ليلعب معه أربعة مواسم، حيث شارك في 55 مباراة سجل خلالها 6 أهداف. لينتقل بعدها إلى نادي ديربي كاونتي في موسم 2006–07 في المرة الأولى ولمدة موسمين ثم في موسم 2008–09 ليلعب معه أربعة مواسم، مشاركًا طوالها في 112 مباراة سجل خلالها 3 أهداف. ثم انتقل إلى نادي ستوك سيتي في موسم 2007–08 لمدة موسم واحد، مشاركًا في 4 مباريات ولم يسجل أي هدف. هذا وانتقل لاحقًا إلى نادي بريستول سيتي في موسم 2011–12 واستمر معه طيلة ثلاثة مواسم، مشاركًا في 70 مباراة سجل خلالها 7 أهداف. ثم انتقل بعدها إلى نادي كيرلا بلاستيرز ما بين عامي 2014 و2015 لمدة موسم واحد، مشاركًا في 17 مباراة سجل خلالها هدفًا واحدًا. ليعود وينتقل من جديد، لكن هذه المرة إلى نادي أتلتيكو كلكتا ما بين عامي 2016 و2017 لمدة موسم واحد، مشاركًا في 10 مباريات سجل خلالها هدفين.

## وصلات خارجية
- ستيفان باريسون على موقع قاعدة بيانات كرة القدم.إي يو (الإنجليزية)
- ستيفان باريسون على موقع ناشيونال فوتبول تيمز (الإنجليزية)
- ستيفان باريسون على موقع Soccerbase.com (لاعب) (الإنجليزية)
- ستيفان باريسون على موقع Soccerway.com (الإنجليزية)
- ستيفان باريسون على موقع عالم كرة القدم.نت (الإنجليزية)